# 小行星24354
小行星24354（24354 Caz）是一颗绕太阳运转的小行星，为主小行星带小行星。该小行星于2000年1月20日发现。

## 轨道参数
小行星24354的轨道半长轴为454 657 738 km，3.0391560 UA，离心率为0.187。